# Цитрон
Цитро́н, Цедрат (лат. Citrus medica) — вид многолетних растений из рода Цитрус (Citrus) семейства Рутовые (Rutaceae). Входит в подтрибу Цитрусовые (Citrinae).

## Распространение и экология
В древности цитрон культивировали в Западной Индии, Западной Азии и Средиземноморье. Он первым из цитрусовых задолго до нашей эры попал в Европу. В настоящее время его выращивают во многих странах, но лишь на небольших площадях, поскольку при температуре −3—4 °С и ниже деревья сильно обмерзают, а плоды не имеют широкого применения в пищевой отрасли.

## Ботаническое описание
Цитрон — кустарник или небольшое дерево высотой до 3 м; ветви с одиночными колючками длиной 3—5 см.
Листья — крупные, продолговато-овальные, плотные, с короткими крылатыми черешками. Верхние листья растущих побегов — пурпурного цвета, на вызревших побегах — тёмно-зелёные.
Цветки — белые с красноватым оттенком, крупные, одиночные или в соцветиях, обоеполые или функционально мужские.
Имеет очень крупные плоды — их длина составляет 12—40 см, диаметр — 8—28 см. Они — продолговатые, жёлтые как лимон, иногда оранжевого цвета с необычайно толстой (2,5—5 см) кожурой.

## Таксономия
Citrus medica L., Species Plantarum 2: 782. 1753.
- Aurantium medicum (L.) M.Gómez
- Citreum vulgare Tourn. ex Mill.
- Citrus alata (Tanaka) Yu.Tanaka
- Citrus balotina Poit. & Turpin
- Citrus bicolor Poit. & Turpin
- Citrus bigena Poit. & Turpin
- Citrus cedra Link
- Citrus cedrata Raf.
- Citrus crassa Hassk.
- Citrus fragrans Salisb.
- Citrus gongra Raf.
- Citrus hassaku Yu.Tanaka
- Citrus hiroshimana Yu.Tanaka
- Citrus kizu Yu.Tanaka
- Citrus kwangsiensis Hu
- Citrus limetta Risso
- Citrus ×limodulcis Rivera, et al.
- Citrus limon (L.) Osbeck
- Citrus limonimedica Lush.
- Citrus lumia Risso
- Citrus nana (Wester) Yu.Tanaka
- Citrus odorata Roussel
- Citrus pyriformis Hassk.
- Citrus sarcodactylus Siebold ex Hoola van Nooten
- Citrus sudachi Yu.Tanaka nom. inval.
- Citrus tuberosa Mill.
- Limon ×vulgaris Ferrarius ex Miller

### Разновидности
В рамках вида выделяют ряд разновидностей:
- Citrus medica var. ethrog
- Citrus medica var. medica
- Citrus medica var. sarcodactylis — цитрон пальчатый, известный также как «Рука Будды»[1], экзотическая разновидность цитрона, выращиваемая в Китае и Японии. Его ароматный плод разделён на несколько долей, подобных человеческим пальцам, с малым количеством мякоти, с недоразвитыми семенами (или без семян).

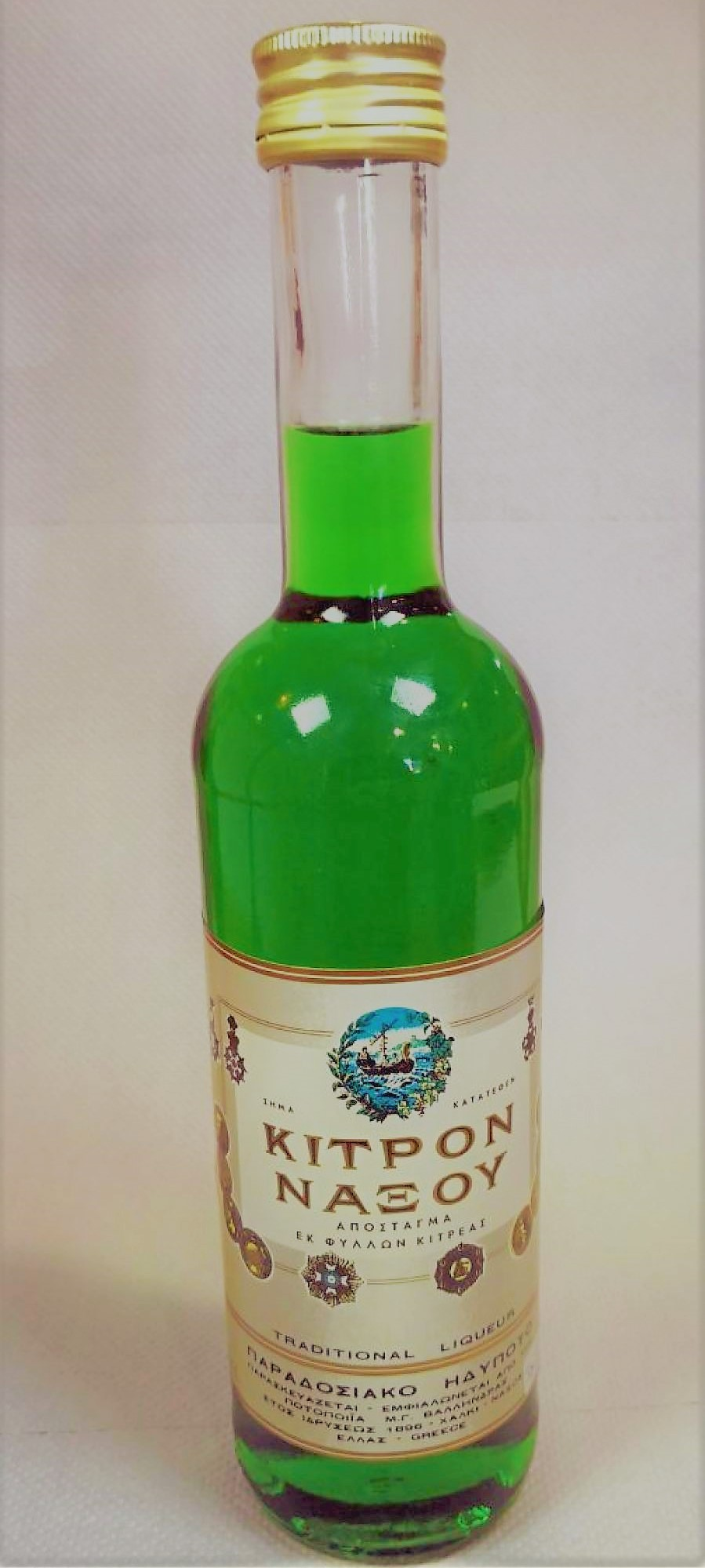
Китрон — ликёр из плодов и листьев цитрона

## Вредители и болезни
Основные вредители — различные виды щитовок, красный цитрусовый клещ (Panonychlis citri), мучнистый червец. 
При избытке или недостатке влаги листья поражаются различными видами пятнистости и начинают опадать.

## Значение и применение

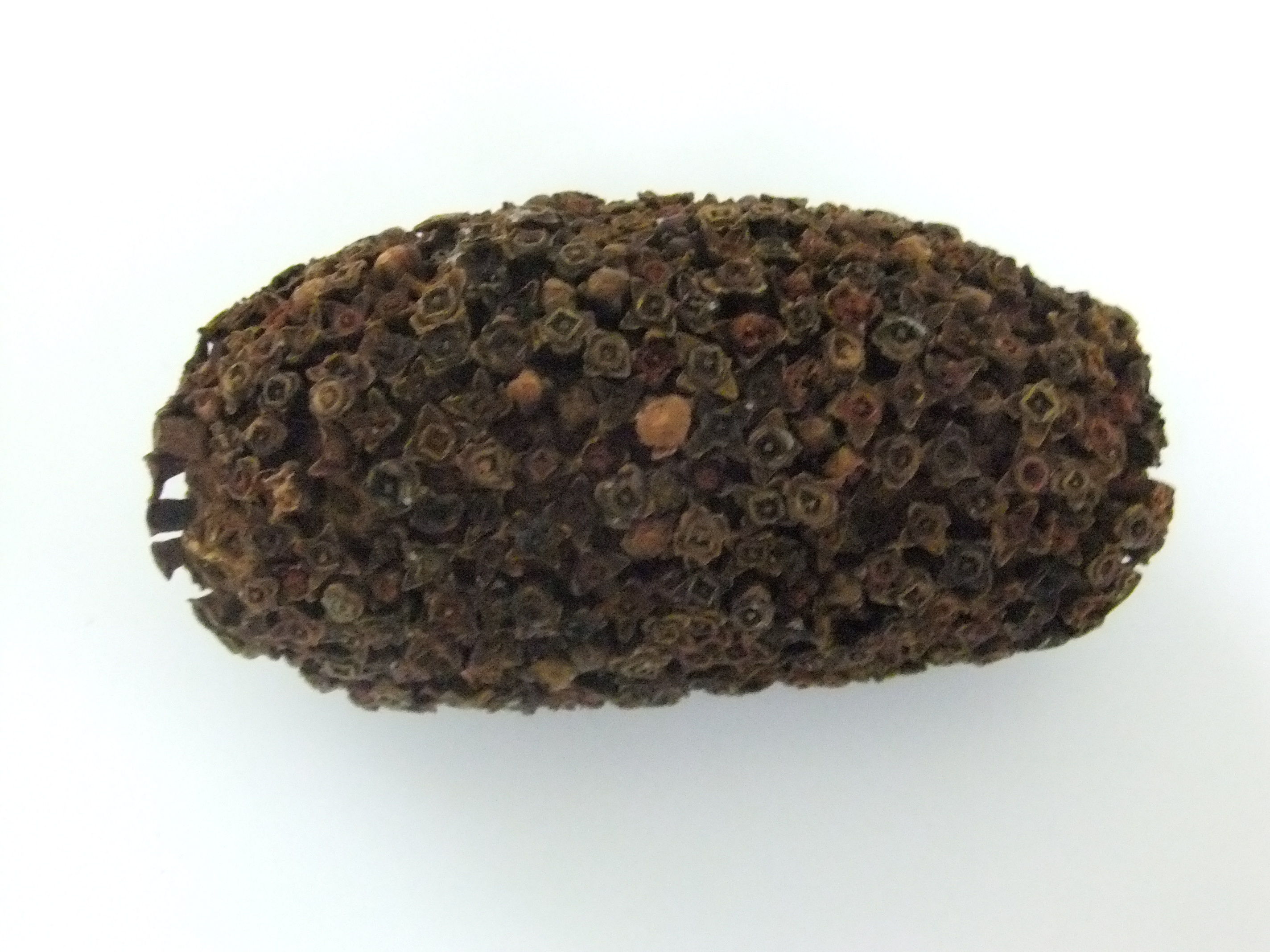
Цитрон подвида этрог для Хавдалы, нашпигованный гвоздикой

Кислая или кисло-сладкая, слегка горьковатая малосочная мякоть плодов в свежем виде не употребляется в пищу, её используют преимущественно в кондитерском производстве для изготовления варенья, цукатов, начинок. На Сицилии употребляют также в свежем виде вместе с кожурой, приправляя солью. Из кожуры плодов, которая обладает сильным ароматом, получается ценное эфирное масло, применяющееся для ароматизации напитков, кондитерских и кулинарных изделий, а также для приготовления варенья и цукатов.
Плодовая мякоть содержит до 5% лимонной кислоты, до 2,5% сахаров (сахарозы — 0,7%), кожура плодов — эфирное масло (до 0,2%). В состав масла входят лимонен (и его рацемат дипентен), цитраль и другие компоненты.
Цитрон (иуд.-арам. אתרוג, этро́г) представляет собой одно из четырёх растений, используемых в талмудическом иудаизме для обряда «возношения лулава», традиционного ритуала осеннего праздника Суккот. Этрог имеет большое значение в иудаизме в рамках празднования Суккота (осенний семидневный праздник после еврейского Нового года).
Горечь возможно удалить вымачиванием в подсоленной воде, есть также сорта со сладкими плодами и с плодами без мякоти.

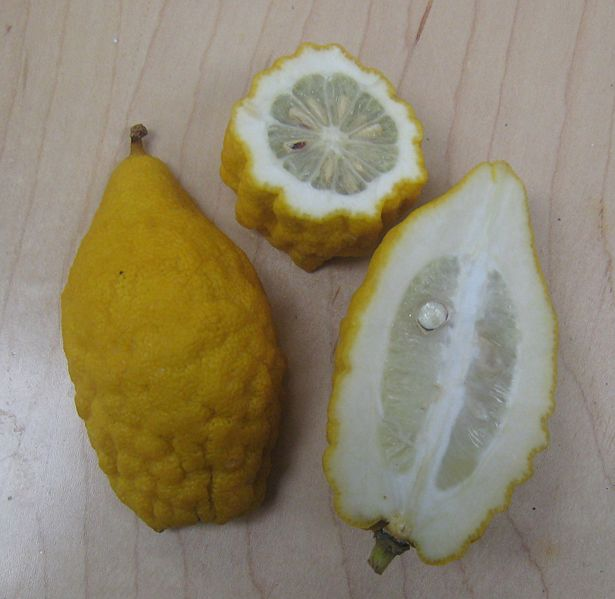
Плод цитрона в поперечном и продольном разрезе
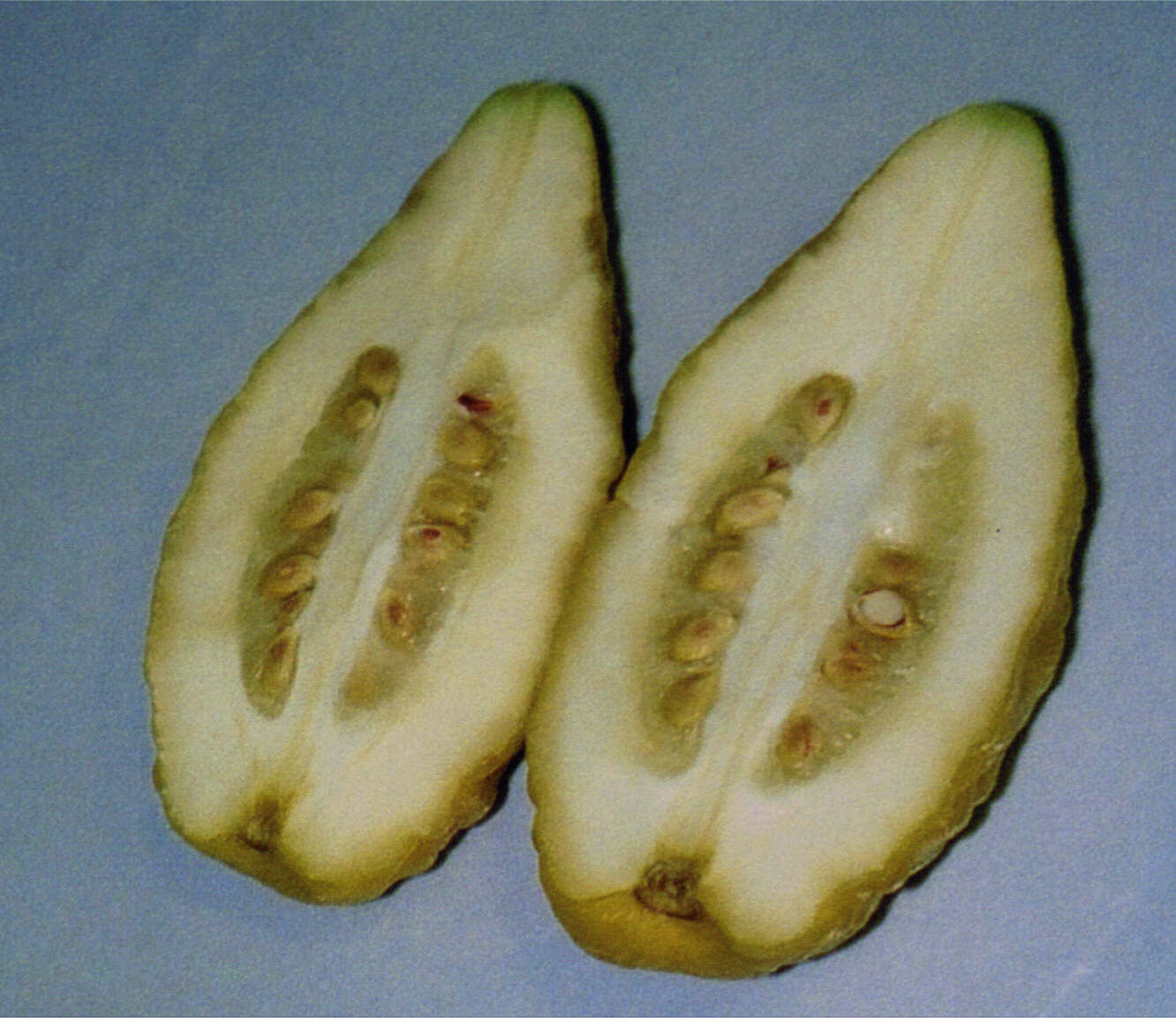
Расположение семян в цитроне подвида ethrog
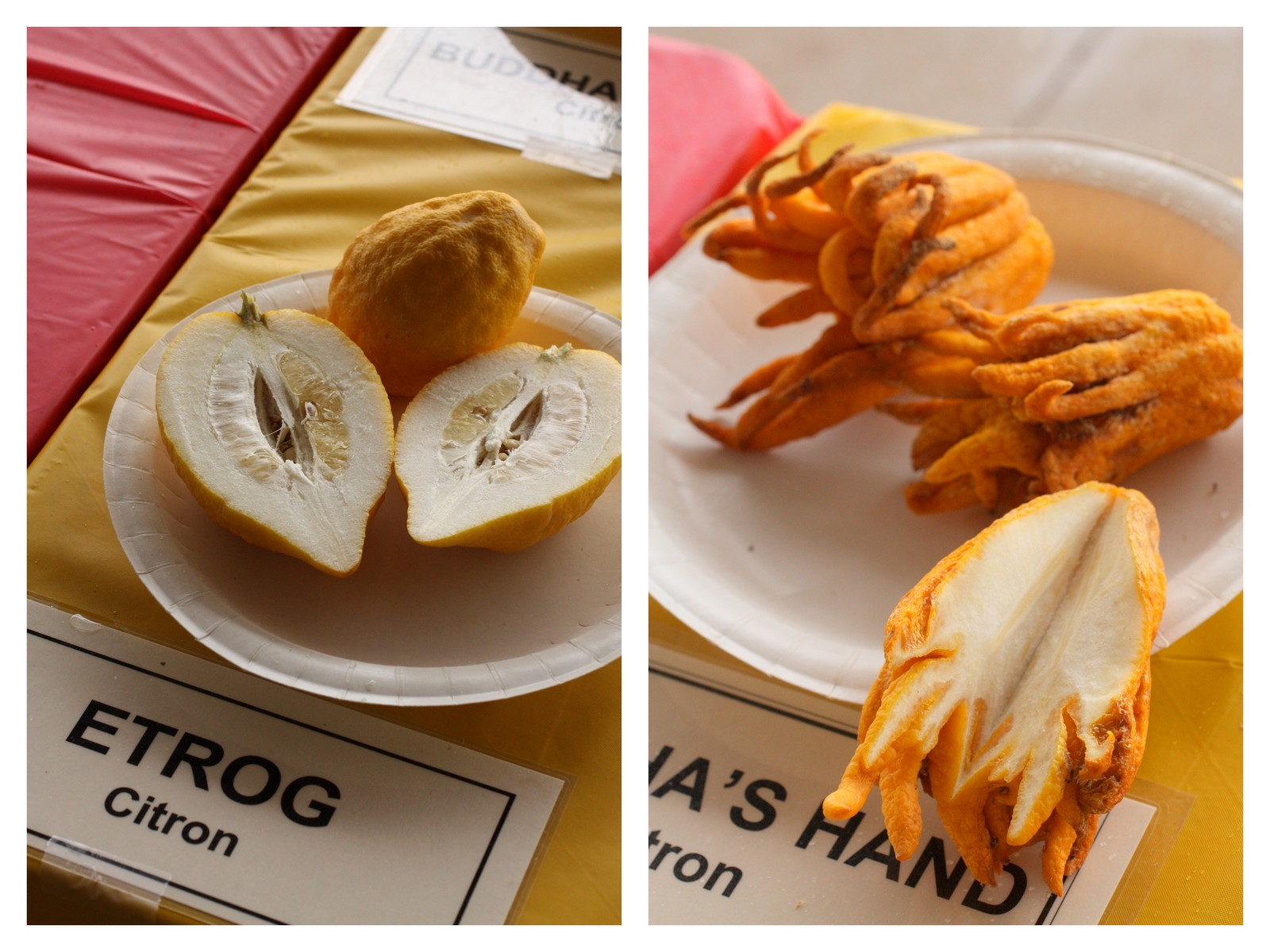
Плоды цитрона ethrog (слева) и пальчатого (справа)
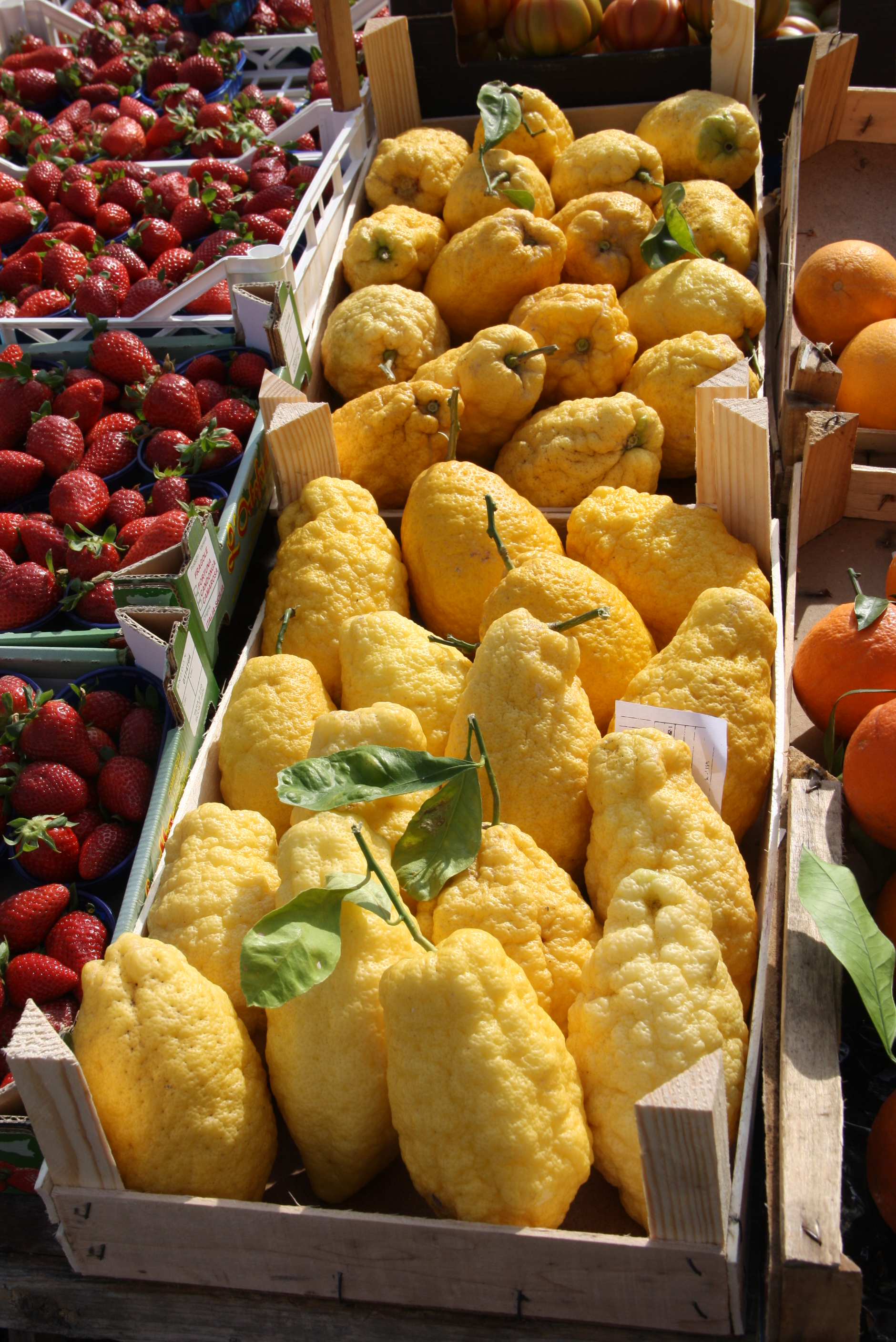
Плоды цитрона на рыночном прилавке
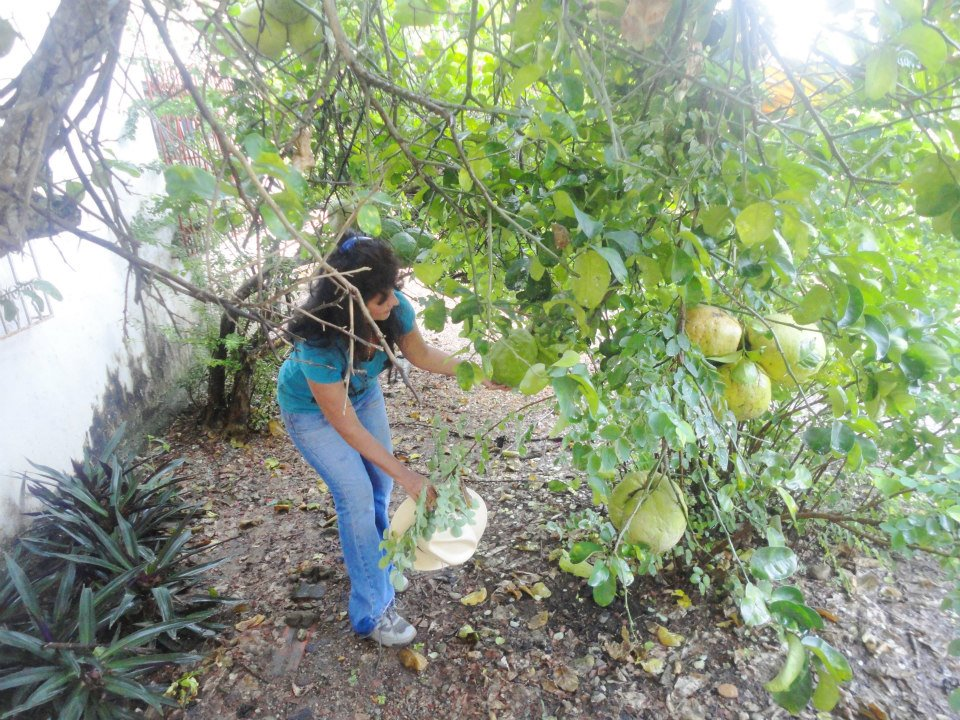
Сбор плодов цитрона
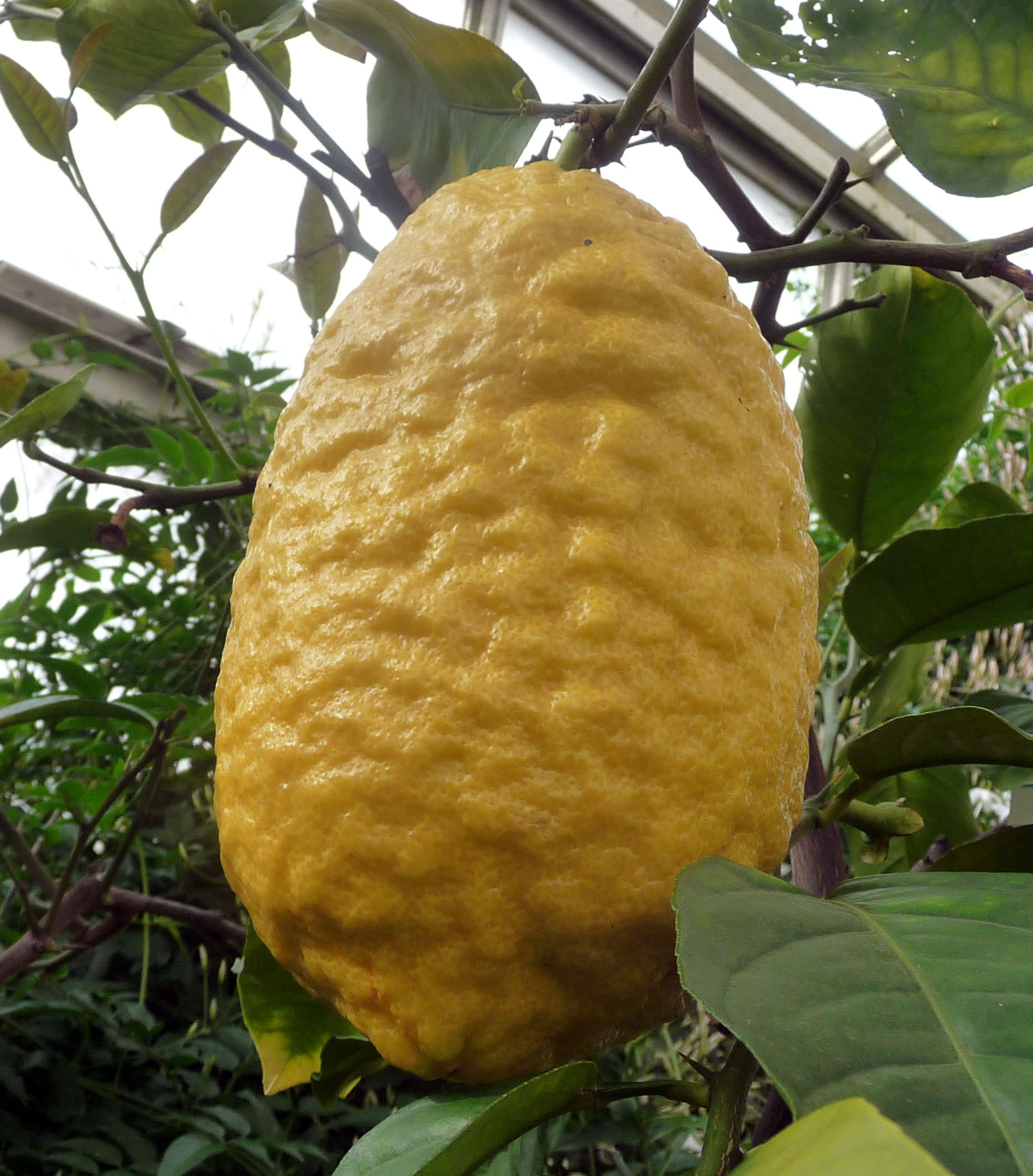
Плод на дереве в оранжерее